# Falmouth (Maine)
Falmouth és una població dels Estats Units a l'estat de Maine (EUA). Segons el cens del 2000 tenia 10.310 habitants.

## Demografia
Segons el cens del 2000, Falmouth tenia 10.310 habitants, 3.948 habitatges, i 2.838 famílies. La densitat de població era de 134,4 habitants/km².
Dels 3.948 habitatges en un 37,1% hi vivien nens de menys de 18 anys, en un 63,7% hi vivien parelles casades, en un 5,9% dones solteres, i en un 28,1% no eren unitats familiars. En el 22,9% dels habitatges hi vivien persones soles el 12% de les quals corresponia a persones de 65 anys o més que vivien soles. El nombre mitjà de persones vivint en cada habitatge era de 2,56 i el nombre mitjà de persones que vivien en cada família era de 3,04.
Per edats la població es repartia de la següent manera: un 27,3% tenia menys de 18 anys, un 3,1% entre 18 i 24, un 28% entre 25 i 44, un 25,4% de 45 a 60 i un 16,2% 65 anys o més.
L'edat mediana era de 41 anys. Per cada 100 dones de 18 o més anys hi havia 85,9 homes.
La renda mediana per habitatge era de 66.855 $ i la renda mediana per família de 87.304 $. Els homes tenien una renda mediana de 54.545 $ mentre que les dones 35.258 $. La renda per capita de la població era de 36.716 $. Entorn de l'1,8% de les famílies i el 3,7% de la població estaven per davall del llindar de pobresa.